# Gran Premio de Alemania de Motociclismo de 1985
El Gran Premio de Alemania de Motociclismo de 1985 fue la tercera prueba de la temporada 1985 del Campeonato Mundial de Motociclismo. El Gran Premio se disputó el 19 de mayo de 1985 en el Circuito de Hockenheim.

## Resultados 500cc
En un Gran Premio caracterizada por la lluvia, el piloto francés Christian Sarron, campeón Mundial de 250 el año pasado obtiene la primera victoria en esta categoría, por delante del estadounidense Freddie Spencer y el británico Ron Haslam. Se trata de la primera victoria de un francés en la clase reina después de 30 años cuando Pierre Monneret ganara el Gran Premio de Francia de 1954.
La clasificación provisional del campeonato tiene en cabeza a Spencer seguido de su compatriota y vigente campeón Eddie Lawson.
| Pos.     | Piloto              | Equipo     | Tiempo    | Pts. |
| -------- | ------------------- | ---------- | --------- | ---- |
| 1        | Christian Sarron    | Yamaha     | 45.05.24  | 15   |
| 2        | Freddie Spencer     | Honda      | 45.16.83  | 12   |
| 3        | Ron Haslam          | Honda      | 45.20.59  | 10   |
| 4        | Eddie Lawson        | Yamaha     | 45.45.34  | 8    |
| 5        | Didier de Radiguès  | Honda      | 46.03.82  | 6    |
| 6        | Wayne Gardner       | Honda      | 46.04.73  | 5    |
| 7        | Robert McElnea      | Suzuki     | 46.18.29  | 4    |
| 8        | Randy Mamola        | Honda      | 46.29.90  | 3    |
| 9        | Sito Pons           | Suzuki     | 46.34.46  | 2    |
| 10       | Boet van Dulmen     | Honda      | 46.40.57  | 1    |
| 11       | Takazumi Katayama   | Honda      | 46.58.15  |      |
| 12       | Neil Robinson       | Suzuki     | 1 Vuelta  |      |
| 13       | Raymond Roche       | Yamaha     | 1 Vuelta  |      |
| 14       | Marco Gentile       | Yamaha     | 1 Vuelta  |      |
| 15       | Klaus Klein         | PVM        | 1 Vuelta  |      |
| 16       | Eero Hyvärinen      | Honda      | 1 Vuelta  |      |
| 17       | Manfred Fischer     | Honda      | 1 Vuelta  |      |
| 18       | Georg-Robert Jung   | Suzuki     | 1 Vuelta  |      |
| 19       | Paul Iddon          | Suzuki     | 1 Vuelta  |      |
| 20       | Rainer Sautter      | Suzuki     | 1 Vuelta  |      |
| 21       | Peter Sköld         | Honda      | 1 Vuelta  |      |
| 22       | Andreas Woditsch    | Yamaha     | 1 Vuelta  |      |
| 23       | Maarten Duyzers     | Suzuki     | 1 Vuelta  |      |
| 24       | Josef Ragginger     | Suzuki     | 1 Vuelta  |      |
| 25       | Fabio Biliotti      | Honda      | 1 Vuelta  |      |
| 26       | Marco Papa          | Suzuki     | 1 Vuelta  |      |
| 27       | Peter Linden        | Honda      | 1 Vuelta  |      |
| 28       | Armando Errico      | Honda      | 1 Vuelta  |      |
| 29       | Bohumil Stasa       | Honda      | 2 Vueltas |      |
| 30       | Keith Huewen        | Honda      | 2 Vueltas |      |
| Ret      | Dave Petersen       | Honda      | Ret       |      |
| Ret      | Gary Lingham        | Suzuki     | Ret       |      |
| Ret      | Mark Salle          | Suzuki     | Ret       |      |
| Ret      | Simon Buckmaster    | Suzuki     | Ret       |      |
| Ret      | Franco Uncini       | Suzuki     | Ret       |      |
| Ret      | Wolfgang von Muralt | Suzuki     | Ret       |      |
| Ret      | Gerold Fischer      | Suzuki     | Ret       |      |
| Ret      | Karl Truchsess      | Honda      | Ret       |      |
| Ret      | Christian Le Liard  | Chevallier | Ret       |      |
| Ret      | Paolo Ferretti      | Honda      | Ret       |      |
| Ret      | Mike Baldwin        | Honda      | Ret       |      |
| DNQ      | Josef Doppler       | Suzuki     | DNQ       |      |
| DNQ      | Hubertus Heutmekers | Suzuki     | DNQ       |      |
| DNQ      | Andreas Leuthe      | Suzuki     | DNQ       |      |
| DNQ      | Helmut Schültz      | Suzuki     | DNQ       |      |
| DNQ      | Lothar Spiegler     | Suzuki     | DNQ       |      |
| Sources: |                     |            |           |      |

## Resultados 250cc
Como el cilindrada superior, el estadounidense Freddie Spencer, que salía desde la pole position, tuvo que contentarse con la segunda posición por detrás del alemán Martin Wimmer y por delante del también alemán Anton Mang. En la clasificación general, mantiene en cabeza a Wimmer seguido de Mang y Spencer.
También se registrará la tercera ausencia consecutiva del español Ángel Nieto que decidirá tomarse un descanso para finalmente recuperarse del accidente ocurrido en Mugello el año anterior.
| Pos. | Piloto                 | Moto        | Tiempo   | Pts. |
| ---- | ---------------------- | ----------- | -------- | ---- |
| 1    | Martin Wimmer          | Yamaha      | 39.56.50 | 15   |
| 2    | Freddie Spencer        | Honda       | 40.07.53 | 12   |
| 3    | Anton Mang             | Honda       | 40.15.90 | 10   |
| 4    | Alan Carter            | Yamaha      | 40.37.78 | 8    |
| 5    | Carlos Cardús          | Cobas       | 40.47.62 | 6    |
| 6    | Donnie McLeod          | Armstrong   | 40.55.66 | 5    |
| 7    | Luis Miguel Reyes      | Cobas       | 40.56.25 | 4    |
| 8    | Jean Foray             | Chevallier  | 40.57.19 | 3    |
| 9    | Loris Reggiani         | Aprilia     | 40.58.41 | 2    |
| 10   | Thierry Rapicault      | Yamaha      | 41.14.64 | 1    |
| 11   | Reinhold Roth          | Yamaha      | 41.22.99 |      |
| 12   | Jean-Michel Mattioli   | Yamaha      | 41.27.90 |      |
| 13   | Pierre Bolle           | Honda       | 41.28.37 |      |
| 14   | Constant Pittet        | Yamaha      | 41.29.93 |      |
| 15   | Edwin Weibel           | Yamaha      | 41.35.46 |      |
| 16   | Gary Noel              | EMC         | 41.45.82 |      |
| 17   | August Auinger         | Bartol      | 41.50.02 |      |
| 18   | Karl-Thomas Grässel    | Honda       | 41.51.37 |      |
| 19   | Jacques Cornu          | Honda       | 42.02.14 |      |
| 20   | Hans Becker            | Yamaha      | 42.04.94 |      |
| 21   | Geoff Fowler           | Yamaha      | 42.11.57 |      |
| 22   | Jean-François Baldé    | Pernod      | 42.18.52 |      |
| 23   | Antonio Garcia         | Cobas       | 42.25.37 |      |
| 24   | Siegfried Minich       | Yamaha      | 1 Vuelta |      |
| 25   | Andy Watts             | EMC         | 1 Vuelta |      |
| 26   | Harald Eckl            | Yamaha      | 1 Vuelta |      |
| 27   | Dominique Sarron       | Honda       | 1 Vuelta |      |
| 28   | Cees Doorakkers        | Honda       | 1 Vuelta |      |
| 29   | Konrad Hefele          | Yamaha      | 1 Vuelta |      |
| 30   | Hans Lindner           | Rotax       | 1 Vuelta |      |
| Ret  | Carlos Lavado          | Yamaha      | Ret      |      |
| Ret  | Roland Freymond        | Yamaha      | Ret      |      |
| Ret  | Massimo Matteoni       | Honda       | Ret      |      |
| Ret  | Jean-Louis Guignabodet | Rotax       | Ret      |      |
| Ret  | René Delaby            | Rotax       | Ret      |      |
| Ret  | Juan Garriga           | Cobas       | Ret      |      |
| Ret  | Patrick Fernandez      | Cobas       | Ret      |      |
| Ret  | Jean-Luc Guillemet     | Yamaha      | Ret      |      |
| Ret  | Ivan Palazzese         | Yamaha      | Ret      |      |
| Ret  | Niall Mackenzie        | Armstrong   | Ret      |      |
| Ret  | Michel Galbit          | Yamaha      | Ret      |      |
| DNS  | Patrick Igoa           | Honda       | DNS      |      |
| DNS  | Fausto Ricci           | Honda       | DNS      |      |
| DNS  | Maurizio Vitali        | Garelli     | DNS      |      |
| DNQ  | Philippe Pagano        | Yamaha      | DNQ      |      |
| DNQ  | Herbert Hauf           | Seel Yamaha | DNQ      |      |
| DNQ  | Frank Wagner           | Yamaha      | DNQ      |      |
| DNQ  | Antonio Neto           | JJ Cobas    | DNQ      |      |
| DNQ  | Roland Busch           | Yamaha      | DNQ      |      |
| DNQ  | Martin Füg             | Yamaha      | DNQ      |      |
| DNQ  | Jackie Onda            | Pernod      | DNQ      |      |
| DNQ  | Franz Lederer          | Yamaha      | DNQ      |      |
| DNQ  | Eric de Doncker        | Honda       | DNQ      |      |
| DNQ  | Ángel Nieto            | Garelli     | DNQ      |      |
| DNQ  | Mar Schouten           | Yamaha      | DNQ      |      |

## Resultados 125cc
Primera victoria en el Mundial para el piloto austríaco August Auinger, que entró por delante de los italianos Fausto Gresini y Pier Paolo Bianchi. La clasificación mantiene a Bianchi por delante de Gresini.
| Pos. | Piloto                 | Moto    | Tiempo   | Pts. |
| ---- | ---------------------- | ------- | -------- | ---- |
| 1    | August Auinger         | MBA     | 38.00.74 | 15   |
| 2    | Fausto Gresini         | Garelli | 38.13.63 | 12   |
| 3    | Pier Paolo Bianchi     | MBA     | 38.13.79 | 10   |
| 4    | Domenico Brigaglia     | MBA     | 38.14.49 | 8    |
| 5    | Alfred Waibel          | MBA     | 38.17.53 | 6    |
| 6    | Olivier Liégeois       | MBA     | 38.26.84 | 5    |
| 7    | Bruno Kneubühler       | MBA     | 38.40.50 | 4    |
| 8    | Esa Kytölä             | MBA     | 38.45.81 | 3    |
| 9    | Willy Hupperich        | MBA     | 38.51.28 | 2    |
| 10   | Johnny Wickström       | MBA     | 39.19.50 | 1    |
| 11   | Jussi Hautaniemi       | MBA     | 39.30.96 |      |
| 12   | Mike Leitner           | MBA     | 39.33.65 |      |
| 13   | Thierry Feuz           | MBA     | 39.41.74 |      |
| 14   | Willy Pérez            | MBA     | 39.54.57 |      |
| 15   | Wilhelm Lücke          | MBA     | 40.26.13 |      |
| 16   | Helmut Lichtenberg     | MBA     | 40.28.25 |      |
| 17   | Håkan Olsson           | MBA     | 40.31.42 |      |
| 18   | Andrés Sánchez         | MBA     | 40.44.14 |      |
| 19   | Anton Straver          | MBA     | 40.44.63 |      |
| 20   | Michel Escudier        | MBA     | 40.45.26 |      |
| 21   | Robin Appleyard        | MBA     | 1 Vuelta |      |
| 22   | Jacky Hutteau          | MBA     | 1 Vuelta |      |
| 23   | Thomas Møller-Pedersen | MBA     | 1 Vuelta |      |
| 24   | Franz Birrer           | MBA     | 1 Vuelta |      |
| 25   | Peter Sommer           | MBA     | 1 Vuelta |      |
| 26   | Peter Baláž            | MBA     | 1 Vuelta |      |
| 27   | Lars-Erik Kallesö      | MBA     | 1 Vuelta |      |
| Ret  | Dirk Hafeneger         | MBA     | Ret      |      |
| Ret  | Ezio Gianola           | Garelli | Ret      |      |
| Ret  | Luca Cadalora          | MBA     | Ret      |      |
| Ret  | Jean-Claude Selini     | MBA     | Ret      |      |
| Ret  | Lucio Pietroniro       | MBA     | Ret      |      |
| Ret  | Norbert Peschke        | MBA     | Ret      |      |
| Ret  | Alex Bedford           | MBA     | Ret      |      |
| Ret  | Giuseppe Ascareggi     | MBA     | Ret      |      |
| Ret  | Boy van Erp            | MBA     | Ret      |      |
| Ret  | Ian McConnachie        | Krauser | Ret      |      |
| Ret  | Adolf Stadler          | MBA     | Ret      |      |
| Ret  | Karl Dauer             | MBA     | Ret      |      |
| Ret  | Ton Spek               | MBA     | Ret      |      |
| Ret  | Christoph Bürki        | MBA     | Ret      |      |
| Ret  | Beat Sidler            | MBA     | Ret      |      |
| Ret  | Fernando González      | MBA     | Ret      |      |
| DNQ  | Josef Bader            | MBA     | DNQ      |      |
| DNQ  | Alfons Breu            | MBA     | DNQ      |      |
| DNQ  | René Dunki             | MBA     | DNQ      |      |
| DNQ  | Horst Elsenheimer      | MBA     | DNQ      |      |
| DNQ  | Klaus Huber            | MBA     | DNQ      |      |
| DNQ  | Steve Mason            | MBA     | DNQ      |      |
| DNQ  | Fabio Meozzi           | MBA     | DNQ      |      |
| DNQ  | Bjarke Nielsen         | Hummel  | DNQ      |      |
| DNQ  | Hein Vink              | MBA     | DNQ      |      |
| DNQ  | Harald Wiedemann       | MBA     | DNQ      |      |

## Resultados 80cc
Primera victoria de la temporada del suizo Stefan Dörflinger que, aprovechando la retirada del español Jorge Martínez Aspar, se pone al frente de la clasificación general.
| Pos. | Piloto               | Moto       | Tiempo    | Pts. |  |
| ---- | -------------------- | ---------- | --------- | ---- |  |
| 1    | Stefan Dörflinger    | Krauser    | 31.23.76  | 15   |  |
| 2    | Gerhard Waibel       | Seel       | 31.32.79  | 12   |  |
| 3    | Gerd Kafka           | Seel       | 31.37.04  | 10   |  |
| 4    | Ian McConnachie      | Krauser    | 31.40.60  | 8    |  |
| 5    | Stefan Prein         | Huvo-Casal | 32.26.43  | 6    |  |
| 6    | Hans Spaan           | Huvo-Casal | 32.28.52  | 5    |  |
| 7    | Reinhard Koberstein  | Seel       | 32.33.83  | 4    |  |
| 8    | Theo Timmer          | Huvo-Casal | 32.47.80  | 3    |  |
| 9    | Serge Julin          | Casal      | 33.00.46  | 2    |  |
| 10   | Richard Bay          | Maico      | 33.01.97  | 1    |  |
| 11   | Paul Rimmelzwaan     | Harmsen    | 33.05.15  |      |  |
| 12   | Bernd Rossbach       | Huvo-Casal | 33.13.20  |      |  |
| 13   | Jean-Marc Velay      | Casal      | 33.30.49  |      |  |
| 14   | Jos van Dongen       | Casal      | 33.34.13  |      |  |
| 15   | Hans Koopman         | Ziegler    | 33.38.76  |      |  |
| 16   | Günter Schirnhofer   | Krauser    | 33.40.19  |      |  |
| 17   | Giuliano Tabanelli   | BBFT       | 1 Vuelta  |      |  |
| 18   | Bertus Grinwis       | Bultaco    | 1 Vuelta  |      |  |
| 19   | Salvatore Milano     | Casal      | 1 Vuelta  |      |  |
| 20   | Johan Auer           | Eberhardt  | 1 Vuelta  |      |  |
| 21   | Reiner Koster        | Casal      | 1 Vuelta  |      |  |
| 22   | Chris Baert          | Eberhardt  | 1 Vuelta  |      |  |
| 23   | Thomas Engl          | Esch       | 1 Vuelta  |      |  |
| 24   | Günter Maussner      | Casal      | 1 Vuelta  |      |  |
| 25   | Bert Smit            | BZ         | 1 Vuelta  |      |  |
| 26   | Zdravko Matulja      | Ziegler    | 1 Vuelta  |      |  |
| 27   | Raimo Lipponen       | Imatra Sp. | 2 Vueltas |      |  |
| Ret  | Jorge Martínez Aspar | Derbi      | Ret       |      |  |
| Ret  | Rainer Kunz          | Ziegler    | Ret       |      |  |
| Ret  | Henk van Kessel      | Huvo-Casal | Ret       |      |  |
| Ret  | Alojz Pavlič         | Seel       | Ret       |      |  |
| Ret  | Juan Ramón Bolart    | Autisa     | Ret       |      |  |
| Ret  | Michael Gschwander   | Casal      | Ret       |      |  |
| Ret  | Domingo Gil Blanco   | Autisa     | Ret       |      |  |
| Ret  | René Dünki           | Zündapp    | Ret       |      |  |
| Ret  | Joaquin Gali         | Derbi      | Ret       |      |  |
| Ret  | Stefan Kurfiss       | Siku       | Ret       |      |  |
| Ret  | Otto Machinek        | Om-Spezial | Ret       |      |  |
| Ret  | Aad Wijsman          | Harmsen    | Ret       |      |  |
| DNQ  | Rudi Brecht          | Ziegler    | DNQ       |      |  |
| DNQ  | John Creswell        | Lusuardi   | DNQ       |      |  |
| DNQ  | Ramón Gali           | Bultaco    | DNQ       |      |  |
| DNQ  | Mika Komu            | Eberhardt  | DNQ       |      |  |
| DNQ  | Steven Lawton        | Yamoto     | DNQ       |      |  |
| DNQ  | Jarno Piepponen      | Huvo Casal | DNQ       |      |  |
| DNQ  | Kasimar Rapczynski   | Eibenbau   | DNQ       |      |  |
| DNQ  | Carlo Sieben         | EB         | DNQ       |      |  |
| DNQ  | Herri Torrontegui    | Autisa     | DNQ       |      |  |
| DNQ  | Willi Haas           | Honda      | DNQ       |      |  |